# NGC 1448
NGC 1448 (również NGC 1457 lub PGC 13727) – galaktyka spiralna (Sc), znajdująca się w gwiazdozbiorze Zegara w odległości 60 milionów lat świetlnych. Została odkryta 24 października 1835 roku przez Johna Herschela. Jest to galaktyka w kształcie wrzeciona o ostrych brzegach i jaśniejszym centrum.
W galaktyce NGC 1448 zaobserwowano cztery supernowe: SN 1983S, SN 2001el, SN 2003hn i SN 2014df.